# Luigi Bianco
Luigi Bianco (né le 3 mars 1960) est un prélat italien de l'Église catholique qui a passé sa carrière au service diplomatique du Saint-Siège. Il est nonce apostolique avec rang d'archevêque depuis 2009, actuellement en poste en Slovénie et au Kosovo (en).

## Biographie
Luigi Bianco est né le 3 mars 1960 à Montemagno, Piémont, Italie. Il est ordonné prêtre du diocèse de Casale Monferrato le 30 mars 1985.

## Carrière diplomatique
Il entre au service diplomatique du Saint-Siège le 1er juillet 1989. Il sert dans les différentes nonciatures, notamment en Italie (en), en Égypte, en Argentine (en), en Croatie (en) et en Espagne.
Le 12 janvier 2009, il est nommé nonce apostolique au Honduras (en) et archevêque titulaire de Falerone (de). Il est consacré évêque le 25 avril 2009 à la cathédrale de Casale Monferrato, par le cardinal Tarcisio Bertone avec comme co-consécrateurs Alceste Catella (it) et Luciano Pacomio (it),.
Le 12 juillet 2014, il est nommé nonce apostolique en Éthiopie (en). Le 10 septembre 2014, il est nommé nonce apostolique à Djibouti, délégué apostolique en Somalie (en) et représentant spécial auprès de l'Union africaine (en).
Le 4 février 2019, il est nommé par le pape François, nonce en Ouganda (en),. Il prend ses fonctions à Kampala, en Ouganda, le lundi 8 avril 2019
Le 20 mai 2025, le pape Léon XIV le nomme nonce apostolique en Slovénie et délégué apostolique au Kosovo (en), en remplacement de Jean-Marie Speich, transféré aux Pays-Bas (en). C'est le premier nonce apostolique nommé par le pape Léon XIV.